# جولی کینگ
جولی کینگ (انگلیسی: Julie King؛ زادهٔ ۲۱ اکتبر ۱۹۸۹) بازیکن فوتبال اهل ایالات متحده آمریکا است.
از باشگاه‌هایی که در آن بازی کرده‌است می‌توان به بوستون بریکرز اشاره کرد.